# Karan Soni
Karan Soni (Nova Deli, 8 de janeiro de 1989) é um ator e comediante indiano-americano. Aparecendo frequentemente em papéis cômicos, ele ganhou destaque por interpretar Dopinder nos filmes Deadpool (2016) e suas sequências Deadpool 2 (2018) e Deadpool & Wolverine (2024), e dublando Pavitr Prabhakar / Homem-Aranha Índia em Spider-Man: Across the Spider-Verse (2023).
Nascido em Nova Deli, Soni mudou-se para os Estados Unidos para estudar administração na Universidade do Sul da Califórnia antes de seguir a carreira de ator. Estreou no cinema em Safety Not Guaranteed (2012), seguido de participações nas séries Betas (2013) e Other Space (2015). Soni também apareceu nos filmes Ghostbusters (2016), Office Christmas Party (2016) e Pokémon Detective Pikachu (2019). Na televisão, ele apareceu como personagem regular na série Blunt Talk (2015–2016) e Miracle Workers (2019–2023).

## Biografia
Soni é de Nova Deli, onde frequentou uma escola internacional. Ele veio para os Estados Unidos para estudar na Universidade do Sul da Califórnia.

## Carreira
Soni fez sua estreia no cinema na comédia de 2010 de Yusuf Sumer, Kaka Nirvana, ao lado de Rachel Quinn. Em 2013, Soni foi escalado para a série original Betas da Amazon Studios. A série foi cancelada após uma temporada. Em 2014, Soni apareceu em comerciais da AT&T junto com Jim Conroy.
Em 2015, Soni apareceu em Other Space, série criada por Paul Feig para o Yahoo! Screen, como Capitão Stewart Lipinski. A Yahoo! Screen seria fechada no final do ano, impedindo que a série fosse renovada para uma segunda temporada, enquanto a primeira temporada seria posteriormente retomada pela DUST em 2020. Mais tarde, em 2015, ele apareceu em episódios de Melissa & Joey, The Goldbergs, e 100 Things to Do Before High School, e começou a estrelar Blunt Talk, ao lado de Patrick Stewart, como Martin. A série foi renovada para uma segunda temporada, que estreou em 2016, mas em 20 de dezembro foi cancelada após duas temporadas.
Em 2016, Soni apareceu em Deadpool como um motorista de táxi chamado Dopinder e em Ghostbusters como o entregador Benny. Ele reprisou o papel de Dopinder em Deadpool 2, de 2018, e também apareceu em outro filme de grande sucesso de maio, Pokémon Detective Pikachu do ano seguinte. Ele estrelou ao lado de Ryan Reynolds nos filmes Deadpool e em Pokémon Detective Pikachu.
Em 2023, Soni foi anunciado como a voz de Pavitr Prabhakar / Homem-Aranha Índia em Spider-Man: Across the Spider-Verse. Em março de 2023, foi confirmado que ele retornaria como Dopinder em Deadpool & Wolverine, que será ambientado no Universo Cinematográfico Marvel (MCU).

## Vida pessoal
Soni é gay. Ele mantém um relacionamento com o roteirista e diretor, Roshan Sethi, com quem desenvolveu o filme 7 Days.

## Filmografia

### Cinema
| Ano  | Título                              | Personagem                            | Notas             |
| ---- | ----------------------------------- | ------------------------------------- | ----------------- |
| 2010 | Kaka Nirvana                        | Kemal                                 | Curta-metragem    |
| 2012 | Safety Not Guaranteed               | Arnau                                 |                   |
| 2012 | Bit by Bit                          | Chander                               | Curta-metragem    |
| 2014 | Supremacy                           | Balconista da loja                    |                   |
| 2014 | Obedient Artists                    | Jaxton                                |                   |
| 2015 | Goosebumps                          | Sr. Rooney                            |                   |
| 2016 | Deadpool                            | Dopinder                              |                   |
| 2016 | Chee and T                          | Roger Raval                           |                   |
| 2016 | The Sweet Life                      | Balconista da loja de conveniência    |                   |
| 2016 | Mono                                | Amit Chowdury                         |                   |
| 2016 | Ghostbusters                        | Benny                                 |                   |
| 2016 | Office Christmas Party              | Nate Winetoss                         |                   |
| 2017 | Rough Night                         | Raviv                                 |                   |
| 2017 | And Then There Was Eve              | Zain                                  |                   |
| 2017 | Unicorn Store                       | Kevin                                 |                   |
| 2017 | Creep 2                             | Dave                                  |                   |
| 2018 | Little Bitches                      | Monitor Andy                          |                   |
| 2018 | Deadpool 2                          | Dopinder                              |                   |
| 2018 | Better Start Running                | Nelson                                |                   |
| 2018 | Office Uprising                     | Mourad                                |                   |
| 2019 | Corporate Animals                   | Freddie                               |                   |
| 2019 | Pokémon Detective Pikachu           | Jack                                  |                   |
| 2019 | Always Be My Maybe                  | Tony                                  |                   |
| 2020 | Like a Boss                         | Josh Tinker                           |                   |
| 2020 | Trolls World Tour                   | Riff                                  | Voz               |
| 2020 | Superintelligence                   | Ahmed                                 |                   |
| 2020 | Coffee Shop Names                   | Sathya / Scott                        | Curta-metragem    |
| 2021 | 7 Days                              | Ravi                                  | Também roteirista |
| 2022 | Not Okay                            | Kelvin                                |                   |
| 2022 | The People We Hate at the Wedding   | Dominic                               |                   |
| 2022 | Strange World                       | Caspian                               | Voz               |
| 2023 | Spider-Man: Across the Spider-Verse | Pavitr Prabhakar / Homem-Aranha India | Voz               |
| 2023 | World's Best                        | Voz calma                             | Voz               |
| 2024 | A Nice Indian Boy                   | Naveen Gavaskar                       |                   |
| 2024 | Deadpool & Wolverine                | Dopinder                              | Pós-produção      |
| TBA  | Spider-Man: Beyond the Spider-Verse | Pavitr Prabhakar / Homem-Aranha India | Voz; Pós-produção |

### Televisão
| Ano       | Título                                 | Personagem                           | Notas                                                   |
| --------- | -------------------------------------- | ------------------------------------ | ------------------------------------------------------- |
| 2011      | The Protector                          | Kenny                                | Episódio: "Safe"                                        |
| 2011      | Worst. Prom. Ever.                     | Glenn                                | Telefilme                                               |
| 2012      | Touch                                  | Ravi                                 | Episódio: "1+1=3"                                       |
| 2012      | Linked Out                             | Keith                                | Episódio: "Facebook Intervention"                       |
| 2012      | 1600 Penn                              | Misfit                               | Episódio: "Putting Out Fires"                           |
| 2012      | Bite Me                                | Assistente do professor              | Episódio: "Continue!"                                   |
| 2012      | Are You There, Chelsea?                | Stan                                 | Episódio: "Sloane's Ex"                                 |
| 2012–2013 | The Neighbors                          | Indiano Allen                        | 2 episódios                                             |
| 2012–2013 | Geo's Pizza                            | Asheed                               | 8 episódios                                             |
| 2013      | Little Horribles                       | Desconhecido                         | Episódio: "Road Rage"                                   |
| 2013      | Trophy Wife                            | Formando No. 2                       | Episódio: "Pilot"                                       |
| 2013      | Aim High                               | Mingesha Dutta                       | Episódio 2.2                                            |
| 2013      | The Middle                             | Vijal                                | Episódio: "Life Skills"                                 |
| 2013–2014 | Mighty Med                             | Benny                                | 3 episódios                                             |
| 2013–2014 | Betas                                  | Avinash "Nash" Dagavi                | Regular                                                 |
| 2014      | Growing Up Fisher                      | Owen                                 | Episódio: "Secret Lives of Fishers"                     |
| 2015      | Melissa & Joey                         | Flash                                | Episódio: "Failure to Communicate"                      |
| 2015      | Other Space                            | Stewart Lipinski                     | Regular                                                 |
| 2015      | 100 Things to Do Before High School    | Cara da Caltech                      | Episódio: "Be a Mad Scientist Thing!"                   |
| 2015      | Any Tom, Dick, or Harry                | Ernie Dassani                        | Telefilme                                               |
| 2015–2016 | Blunt Talk                             | Martin Bassi                         | Recorrente (season 1) Regular (season 2)                |
| 2015–2017 | The Goldbergs                          | Randy Mescunda, Srinivas Bollimpalli | 6 episódios                                             |
| 2016      | The Grinder                            | Cooper                               | Episódio: "From the Ashes"; uncredited                  |
| 2017      | I Live with Models                     | Marshall                             | 5 episódios                                             |
| 2017      | What Would Diplo Do?                   | Bellboy                              | 1 episódio                                              |
| 2017      | Silicon Valley                         | Tenley                               | Episódio: "Hooli-Con"                                   |
| 2017      | Room 104                               | Anish                                | Episódio: "The Internet"                                |
| 2018      | Bobcat Goldthwait's Misfits & Monsters | Ravi                                 | Episódio: "Mermaid"                                     |
| 2018      | Wrecked                                | Keith                                | 2 episódios                                             |
| 2019      | Brooklyn Nine-Nine                     | Gordon Lundt                         | Episódio: "The Honeypot"                                |
| 2019      | Miracle Workers                        | Sanjay Prince                        | Regular                                                 |
| 2019      | Will & Grace                           | Mike                                 | Episódio: "With Enemies Like These"                     |
| 2020      | Miracle Workers: Dark Ages             | Lord Chris Vexler                    | Regular                                                 |
| 2020      | Cake                                   | Ele mesmo                            | Episódio: "Auditions: No Reader"                        |
| 2020      | Dream Corp LLC                         | Paciente 27                          | Episódio: "Fear of Heights"                             |
| 2020      | Aunty Donna's Big Ol' House of Fun     | Jerry Seinfeld                       | Episódio: "Housemates"                                  |
| 2020      | Big Mouth                              |                                      | Voiz, episódio: "Four Stories About Hand Stuff"         |
| 2020–2021 | Mira, Royal Detective                  | Manjeet                              | Voz, 10 episódios                                       |
| 2021      | Special                                | Dev Laghari                          | 2 episódios                                             |
| 2021      | Miracle Workers: Oregon Trail          | The Gunslinger                       | Regular                                                 |
| 2021      | Trolls: Holiday in Harmony             | Riff                                 | Voz, telefilme                                          |
| 2021–2022 | Karma's World                          | Mr. Rishi Singal                     | Voz, 11 episódios                                       |
| 2022      | The Great North                        | Gavin                                | Voz, Episódio: "Woodfellas Adventure"                   |
| 2022      | Home Economics                         | Tod                                  | Episódio: "Novel Signed by Author, $22.19"              |
| 2022–2023 | The Boss Baby: Back in the Crib        | Pip                                  | Voz, 25 episódios                                       |
| 2023      | Miracle Workers: End Times             | TI-90, Tai                           | Regular, 10 episódios                                   |
| 2023      | Strange Planet                         | Ser #1 / Bestie                      | Voz, Episódio: "Adolescent Limbshake"                   |
| 2024      | Abbott Elementary                      | Avi                                  | Diretor, episódio: "Librarian"; Ator, episódio: "Panel" |

### Podcast
| Ano  | Título                        | Personagem    | Notas        |
| ---- | ----------------------------- | ------------- | ------------ |
| 2021 | The Coldest Case              | Edgar         | 3 episódios  |
| 2021 | Bridgewater                   | Vipin Kharana | 8 episódios  |
| 2021 | Dark Air with Terry Carnation | Jeet Batra    | 18 episódios |